# Thomas Randolph
Voor de Regent van Schotland zie Thomas Randolph, 1e graaf van Moray
Thomas Randolph (Daventry, Northamptonshire, juni 1605 - maart 1635) was een Engels toneelschrijver en dichter ten tijde van Karel I.
Randolph ontving zijn opleiding aan Westminster School, Londen en aan het Trinity College van de Universiteit van  Cambridge, waar hij in 1628 zijn B.A. en in 1632 zijn
M.A. behaalde. 
Al tijdens zijn periode aan de universiteit stond hij bekend als een bekwaam dichter, zowel in het Latijn als in het Engels. Hij schreef er ook enkele toneelstukken die in Cambridge werden opgevoerd: The Conceited Pedlar (1630) en Aristippus, or the Joviall Philosopher (1631). In 1632 bracht de koning een bezoek aan de stad en woonde een voorstelling bij van The Jealous Lovers in een opvoering door studenten.
In 1632 ging hij naar Londen en werd er een van de "zonen" van Ben Jonson, aan wie hij een aantal gedichten wijdde. In hetzelfde jaar verscheen The Muses' Looking-Glass, dat beschouwd wordt als zijn beste werk.
Amyntas, or The Impossible Dowry, een pastorale, werd uitgegeven in 1638, samen met een aantal gedichten in het Engels en Latijn. De in 1651 verschenen komedie Hey for Honesty, down with Knavery wordt ook aan hem toegeschreven.
Thomas Randolph overleed op 29-jarige leeftijd aan de pokken.